# Galaterina noonadan
Galaterina noonadan är en tvåvingeart som beskrevs av Tadeusz Zatwarnicki och Wayne N. Mathis 2001. Galaterina noonadan ingår i släktet Galaterina och familjen vattenflugor. Inga underarter finns listade i Catalogue of Life.